# جوئل سیلور
جوئل سیلور (انگلیسی: Joel Silver؛ زادهٔ ۱۴ ژوئیهٔ ۱۹۵۲) تهیه‌کننده اهل ایالات متحده آمریکا است. از فیلم‌هایی که وی در آن نقش داشته‌است، می‌توان به چه کسی برای راجر رابیت پاپوش دوخت؟ اشاره کرد.